# Miracle Fai'ilagi
Pas d'image ? Cliquez ici

a Compétitions nationales et continentales officielles uniquement.

b Matchs officiels uniquement.
Dernière mise à jour le 6 août 2025.
Miracle Fai'ilagi, né le 31 août 1999 aux Samoa, est un joueur international samoan de rugby à XV, évoluant principalement au poste de troisième ligne aile au sein de la franchise des Moana Pasifika en Super Rugby.
Il est le neveu de Iosefa Tekori, également international samoan de rugby à XV.

## Biographie

### Jeunesse et formation
Miracle Fai'ilagi naît aux Samoa. Il grandit dans le village de Vailele. Il est le neveu de Iosefa Tekori, joueur international samoan de rugby à XV.
Durant sa jeunesse, il pratique lui aussi le rugby au sein du Leifiifi College d'Apia où il est scolarisé.
Aux Samoa, il évolue avec le club amateur du Vailele Rugby Club, ainsi qu'avec les Lauli'i Lions,. En 2022, il joue également pour Apolima en Lakapi Championship, une compétition créée pour sélectionner des joueurs avec l'équipe des Samoa A (en) (équipe réserve).
En 2020, il est sélectionné avec les Samoa A pour participer au World Rugby Pacific Challenge, il dispute trois rencontres dans la compétition.
La même année, il fait partie de l'effectif de la franchise samoane des Manuma Samoa (en) disputant le Global Rapid Rugby. Cependant, après une journée, qu'il n'a pas disputé, la compétition est annulée à cause de la pandémie de Covid-19.
Durant l'année 2022, il est sélectionné avec l'équipe des Samoa de rugby à sept pour participer aux World Rugby Sevens Series (en),. Il dispute quatorze rencontres et inscrit un essai avec ces derniers.
De nouveau, en août 2022, il est convoqué par l'équipe des Samoa A et dispute deux rencontres avec eux dont il est nommé capitaine,,,.

### Débuts professionnels et internationaux (depuis 2023)
En 2023, Miracle Fai'ilagi se voit offrir son premier contrat professionnel, d'une durée de deux ans, en rejoignant la franchise des Moana Pasifika disputant le Super Rugby,. Il joue son premier match le 4 mars 2023 contre les Chiefs. Deux semaines plus tard, il inscrit son premier essai contre les Brumbies. Le mois suivant, il marque un doublé contre les Reds,. Lors de la dernière rencontre de la saison, il inscrit un doublé décisif contre les Waratahs, son équipe s'impose 33 à 24 et signe sa seule victoire de la saison. Au total, il joue douze matchs, dont dix en tant que titulaire en troisième ligne aile, lors de la saison et inscrit cinq essais. À l'issue de la saison, il est élu Rookie of the Year de son équipe après ses bonnes performances, récompensant le meilleur jeune.
En juin 2023, il est convoqué pour la première fois par les Samoa pour disputer les test matchs de préparation à la Coupe du monde 2023. Le mois suivant, il est nommé dans l'effectif de Tasman pour la saison 2023 du National Provincial Championship. De plus, il connaît sa première cape internationale lorsqu'il entre en jeu à la place de Brian Alainu'uese contre le Japon. Deux semaines plus tard, en août, il est titularisé pour la première fois en sélection et il marque à cette occasion son premier essai international contre les Tonga. Le lendemain de cette rencontre, il fait partie du groupe final de 33 joueurs samoans sélectionnés pour la Coupe du monde. Il est le plus jeune joueur de la sélection, dont il est également nommé comme l'un des plus prometteurs. Il est retenu sur sa première feuille de match en Coupe du monde à l'occasion de la quatrième journée où il entre en jeu en deuxième période contre l'Angleterre, c'est son seul match de la compétition car son équipe est éliminée de la compétition après cette rencontre.
Pour la saison 2024 de Super Rugby, il fait à nouveau partie de l'effectif des Moana Pasifika. Lors de la douzième journée, il se blesse au bras et ne rejoue plus de la saison. Au total, il ne dispute que cinq matchs, dont deux en tant que titulaire, et inscrit un essai.
Durant la saison 2025 de Super Rugby, il devient un joueur clé des Moana Pasifika et réalise de très bonnes performances dans un pack renforcé par l'arrivée d'Ardie Savea,. Lors de la quatrième journée, il inscrit notamment un triplé lors de la victoire 40 à 31 contre les Hurricanes, devenant le premier joueur de l'histoire de la franchise à réussir cette performance. Au total, il inscrit huit essais lors des treize matchs qu'il joue tous en tant que titulaire,.
À la fin de la saison, il n'est pas sélectionné pour les test matchs estivaux ainsi que pour la Pacific Nations Cup avec les Samoa. Durant l'été 2025, il est annoncé qu'il rejoint la province d'Hawke's Bay pour la saison de National Provincial Championship ainsi que la prochaine. Il dispute son premier match dès la première journée, lors d'une large victoire 54 à 14 contre les Counties Manukau.

## Statistiques

### En équipe nationale
Miracle Fai'ilagi compte 4 capes en équipe des Samoa, dont 1 en tant que titulaire, depuis sa première sélection le 5 août 2023 face aux équipe des Tonga. Il inscrit un essai, cinq points.
Il participe à une édition de la Coupe du monde en 2023. Il dispute une rencontre en tant que remplaçant.
| Numéro | Date        | Lieu            | Adversaire | Compétition | Résultat | Score |
| ------ | ----------- | --------------- | ---------- | ----------- | -------- | ----- |
| 1      | 5 août 2023 | Apia Park, Apia | Tonga      | Test match  | Victoire | 34-9  |

## Palmarès
Néant